# São João do Manhuaçu
São João do Manhuaçu è un comune del Brasile nello Stato del Minas Gerais, parte della mesoregione della Zona da Mata e della microregione di Manhuaçu.